# Герберт, Гэри
Гэ́ри Ри́чард Ге́рберт (англ. Gary Richard Herbert; род. 7 мая 1947, Американ-Форк, Юта) — американский политик, представляющий Республиканскую партию. Губернатор штата Юта (2009—2021).

## Биография

### Ранние годы, образование и карьера
Гэри Герберт родился в семье Пола и Кэрол Петерс в Американ-Форк, и позже был усыновлён отчимом Дуэйном Барлоу Гербертом. Гэри Герберт вырос в Ореме, где окончил среднюю школу. Он два года служил в церковной миссии мормонов в восточных штатах, а затем учился в Университете Бригама Янга, однако не окончил его.
В течение шести лет Герберт служил в Национальной гвардии Юты, дослужившись до старшего сержанта. Выйдя в отставку, он основал фирму по торговле недвижимостью Herbert and Associates Realtors, а также фирму, предоставляющую услуги по присмотру за детьми, The Kids Connection.

### Политическая карьера
В 1990—2004 годах Герберт был окружным уполномоченным по округу Юта. Во время своего пребывания в этой должности, он также занимал пост президента Ассоциации округов Юты и Ассоциации риэлторов Юты.
В апреле 2004 года Герберт объявил, что будет претендовать на пост вице-губернатора на предстоящих выборах в паре с Джоном Хантсманом. На выборах, состоявшихся 2 ноября 2004 года, пара Хантсман — Герберт победила, и Герберт стал вице-губернатором Юты, а Хантсман — губернатором. Во время работы в качестве вице-губернатора, Герберт также был членом 13-ти комиссий штата, в том числе Комиссии по добровольцам, Комиссии по гражданскому воспитанию и Совета по административному управлению в чрезвычайных ситуациях.
В 2008 году Герберт и Хантсман были переизбраны, набрав на выборах 77,9 % голосов.
11 августа 2009 года, после того как Джон Хантсман ушёл с поста в связи с его назначением послом в Китае, Гэри Герберт стал губернатором Юты. Первый свой срок Герберт выиграл в 2011 году, победив на губернаторских выборах 2012 года демократа Питера Корруна. А через два года упрочил свою победу.
Приоритетными направлениями своей деятельности на посту губернатора Герберт указал экономическое развитие, энергетическую безопасность, развитие инфраструктуры и образование. В марте 2012 года Герберт наложил вето на спорный законопроект о половом воспитании.
С 2014 по 2015 год Герберт служил в качестве вице-председателя Национальной ассоциации губернаторов. С 2015 по 2016 год служил в качестве её председателя.

### Личная жизнь
Герберт женат на Джанет Снельсон Герберт, у них шестеро детей и тринадцать внуков.

### Прочие факты
В 2016 году снялся в роли самого себя в телефильме «Акулий торнадо 4: Пробуждение».